# Dune – die zweite Trilogie
Dune – die zweite Trilogie beschäftigt sich mit den letzten drei Büchern aus dem Dune-Zyklus von Frank Herbert. Der dritte Band wurde nicht mehr fertiggestellt und nach Herberts Tod, aufgeteilt auf zwei Bände, durch seinen Sohn und Nachlassverwalter Brian Herbert veröffentlicht.

## Inhalt

### Band 5: Die Ketzer des Wüstenplaneten (Heretics of Dune)

#### Vorgeschichte
Etwa 1500 Jahre nach dem Tod von Leto II. kehren die Völker der Diaspora zurück ins alte Imperium und stellen die Machtfrage. Ihre Speerspitze bilden die Geehrten Matres, ein den Bene Gesserit ähnlicher Frauenorden, der mittels sexueller Versklavung und bloßer Überzahl ein brutales Regime auf einigen Planeten des alten Imperiums errichtet hat. Bene Gesserit und Bene Tleilax, die letzten verbliebenen Ordnungsmächte, suchen der neuen Bedrohung zu begegnen. Der Versuch der Tleilaxu, die beiden Orden gegeneinander auszuspielen, scheitert. Die neueste Generation der Gestaltwandler kommt gegen die Geehrten Matres zum Einsatz. Obwohl diese Wandler nur sehr schwer zu identifizieren sind, fliegt das Manöver auf, was letztlich zur totalen Vernichtung der Tleilaxu-Zivilisation führt.
Derweilen ziehen die Bene Gesserit auf Gammu (ehemals Giedi Primus) einen neuen Duncan-Idaho-Ghola auf, dessen Reflexe und Reaktionsvermögen an die Erfordernisse der modernen Zeit angepasst wurden. Er soll auf dem Wüstenplaneten Sheeana kontrollieren, ein Mädchen aus der Wüste von Rakis (ehemals Arrakis), das, wie in den alten Prophezeiungen vorhergesagt, den neuen Würmern befehlen kann.
Der Stützpunkt auf Gammu wird angegriffen. Miles Teg, der Bashar der Bene Gesserit, der Duncan-Ghola und die Ehrwürdige Mutter Lucilla können sich in ein geheimes Versteck flüchten. Beim Versuch, wieder Kontakt mit den Bene Gesserit aufzunehmen, wird Miles Teg gefangen genommen.
Duncan und Lucilla fliehen weiter und treffen auf die Geehrte Mater Murbella. Sie versucht Duncan durch sexuelle Prägung den Geehrten Matres gefügig zu machen. Das misslingt wegen eines von den Tleilaxu in seine Zellen programmierten Geheimprogramms, das in dem Moment aktiviert wird, wenn eine Prägerin (eigentlich sollte das eine Bene Gesserit sein) ihr Glück versucht. Dann prägt der zu Prägende die Prägerin. Murbella und Duncan geraten in eine unauflösliche gegenseitige Abhängigkeit.
Bei einem Verhör mit einer Bewusstseins-Sonde erwachen bei Miles Teg übermenschliche Fähigkeiten. Mithilfe dieser Fähigkeiten kapert er ein Nicht-Schiff der Geehrten Matres. Auf dem Wüstenplaneten holt er Odrade, Sheeana und einen Sandwurm an Bord und stirbt, als Arrakis von den Geehrten Matres zu Schlacke verbrannt wird. Die kostbare Fracht des Nicht-Schiffs aber entkommt auf den Ordensburg-Planeten.

#### Handlungstragende Figuren und Gruppen
- Taraza, Mutter Oberin der Bene Gesserit, stirbt bei einem Angriff auf Sheeana.
- Darwi Odrade, Ehrwürdige Mutter der Bene Gesserit, ist Leiterin des Sheeana-Projekts und Nachfolgerin von Taraza als Mutter Oberin.
- Miles Teg, pensionierter Bashar der Bene Gesserit, Ausbilder des Duncan-Idaho-Ghola, rekonstruiert dessen Originalerinnerungen.
- Patrin, Freund und Adjutant von Miles Teg, opfert sich für die Flucht aus der Gammu-Festung.
- Schwangyu, Ehrwürdige Mutter der Bene Gesserit, Kommandantin der Gammu-Festung, opponiert gegen das Ghola-Projekt.
- Lucilla, Ehrwürdige Mutter der Bene Gesserit, soll den Duncan-Idaho-Ghola sexuell prägen.
- Burzmali, Bashar der Bene Gesserit, ist Miles Tegs Lieblingsschüler.
- Duncan-Idaho-Ghola, modernisiertes Modell, soll auf Rakis Sheeana kontrollieren.
- Sheeana Brugh, Wüstenkind auf dem Planeten Rakis, kann die Sandwürmer kontrollieren.
- Murbella, Geehrte Mater, wird vom Duncan-Idaho-Ghola sexuell gegengeprägt und gerät in die Gefangenschaft der Bene Gesserit.
- Waff, Abdl (Meister der Meister) der Tleilaxu, verhandelt über eine umfassende Zusammenarbeit zwischen Bene Gesserit und Bene Tleilax.
- Hedley Tuek, hoher Priester des Zerlegten Gottes Leto II., wird durch einen perfekten Gestaltwandler ersetzt.
- Bene Gesserit, verteidigen sich und das Imperium gegen die Geehrten Matres.
- Geehrte Matres, versuchen das alte Imperium zu okkupieren.
- Tleilaxu, spielen ein gewagtes Spiel und verlieren.
- Fremen, die Priesterschaft des Zerlegten Gottes, entdecken Sheeana und versuchen sie für ihre Ziele einzuspannen.

#### Aufzucht des Duncan-Idaho-Gholas
Wegen der von der Schwesternschaft geforderten Modifikationen der Originalzellen muss dieser Idaho-Ghola auf dem ursprünglichen Heimatplaneten Duncans aufwachsen, auf Giedi Primus, inzwischen in Gammu umbenannt. Die Ehrwürdige Mutter Schwangyu, Kommandantin der Gammu-Festung, ist die erste Ausbilderin des Ghola. Sie ist grundsätzlich gegen das Projekt eingestellt und tut alles, es zu sabotieren. Wegen offensichtlicher Ungerechtigkeiten und weil ihn Schwangyu wie ein Ding behandelt, hasst Duncan die Bene Gesserit.
Taraza schickt schließlich ihren „persönlichen“ Bashar Miles Teg, um die Sicherheit und eine adäquate Ausbildung des Gholas zu garantieren. Später folgt die Ehrwürdige Mutter Lucilla, die seine sexuelle Prägung vornehmen soll. Der Ghola lernt sehr schnell. Er erkennt seine Ghola-Natur und beginnt Fragen zu stellen, die ihm niemand beantworten will.
Noch bevor Lucilla ihn prägen kann, erfolgt ein Großangriff auf die Gammu-Festung. Duncan flüchtet gemeinsam mit Miles Teg und Lucilla. Weil sich Patrin, der persönliche Adjutant und Freund von Miles, opfert, erreichen sie eine uralte Nicht-Kugel der Harkonnen, die Patrin in seiner Jugend entdeckt hatte. Dort vollendet Miles die Ausbildung von Duncan Idaho und ruft seine Originalerinnerungen zurück.

#### Sheeana auf Arrakis
Nachdem Sheeana etliche Jahre unter der Obhut der Priester des Geteilten Gottes zugebracht hat, weiß sie ihre Position dort recht gut einzuschätzen. Sie hat Macht und verdrängt den Hohepriester Tuek aus seinen Gemächern, die künftig die ihren sind. Ein Anschlag der Tleilaxu und von Teilen der opponierenden Priesterschaft auf Sheeanas Leben gibt den Bene Gesserit Gelegenheit sie den Händen der Theokraten wenigstens teilweise zu entwinden. Darwi Odrade bringt sie in den Genuss einer Vollausbildung der Bene Gesserit und nimmt sie in die Schwesternschaft auf. Mit einem ausgewachsenen Sandwurm im Frachtraum verlässt sie den Wüstenplaneten kurz vor dessen Zerstörung durch die Geehrten Matres und reist zur Ordensburg.

#### Positionen der Bene Tleilax
Waff, der Meister der Bene Tleilax, verhandelt mit den Geehrten Matres und den Bene Gesserit. Am liebsten würde er die beiden Frauenorden gegeneinander ausspielen. Die Geehrten Matres verlangen Informationen über den Ghola, den die Bene Gesserit auf Gammu großziehen. Sie verlangen die totale Unterwerfung der Tleilaxu und bieten als Gegenleistung ihr Wohlwollen an. Waff erkennt nicht, wie ernst es den Geehrten Matres mit derartigen Drohungen ist. Er ersetzt die verhandlungsführende Geehrte Mater und ihr Gefolge durch Gestaltwandler des neuen Typs und schickt sie zurück zu ihren Truppen.
Mit den Bene Gesserit sind Verhandlungen schwieriger. Nachdem die Mutter Oberin Taraza aber entdeckte, dass die Tleilaxu heimliche Zensunni-Sufis waren, wird es einfacher. Ihre weitergehenden Erinnerungen kennen alle Geheimnisse dieser Geheimreligion, so dass Waff schließlich Vertrauen fasst. Er reist nach Rakis, um dort im Angesicht von Shai-Hulud mit den Bene Gesserit Verträge zu schließen. Bei einem Ausflug in die Wüste, reitend auf einem von Sheeana gelenkten Sandwurm, zeigt sich, dass Shai-Hulud auch noch eigene Pläne verfolgt. Der Wurm bringt seine Reiter zum alten Sietch Tabr. Dort entdeckt Odrade in einer Geheimkammer eine Botschaft des Tyrannen, die dort seit Jahrtausenden auf die Schwesternschaft gewartet hat. Diese Botschaft erschüttert ihre Selbstgewissheit als Bene Gesserit schwer. Sie verabredet mit Waff, dass die Schwesternschaft in Zukunft für die Bene Tleilax und den Großen Glauben missionieren wird. Außerdem sollten die Tleilaxu Zugang zu sämtlichen Zuchtunterlagen des Ordens und zu „sortenreinem“ Zuchtmaterial erhalten. Als Gegenleistung verspricht Waff unbeschränkte Melangelieferungen und eine Demonstration der sexuellen Unterjochungstechniken der Geehrten Matres.

#### Ereignisse auf Gammu
Miles Teg, Duncan Idaho und Lucilla halten sich mehrere Wochen in der uralten Nicht-Kugel der Harkonnen auf. Burzmali, ein ehemaliger Schüler von Miles und Bashar der Bene Gesserit, entdeckt schließlich das Versteck und organisiert die nächste Etappe der Flucht von diesem Planeten.
Gemäß dem Motto von Miles Teg, stets das Unerwartete zu tun, bringt er den Ghola und Lucilla vorläufig in Sicherheit. Sein alter Lehrer aber fällt dem Gegner in die Hände. In Gefangenschaft wird er mit einer sogenannten T-Sonde, einem Produkt der Diaspora, verhört. Miles, benebelt von der Droge Shere, durchleidet während des Verhörs eine Agonie, die derjenigen der Bene Gesserit ähnelt. Sein Bewusstsein springt in einen höheren, ihm völlig unbekannten Zustand. Er kann für einige Minuten in die Zukunft sehen und gewinnt eine körperliche Schnelligkeit, die selbst die außergewöhnlichen Reflexe der Geehrten Matres langsam erscheinen lässt.
Miles flieht zu ehemaligen Kampfgefährten, die ihn an einen sicheren Ort bringen. Die neuen Fähigkeiten erhöhen seinen Energiebedarf immens. Im Versteck nimmt er eine Mahlzeit zu sich, wie sie wohl selten ein Mensch zuvor gegessen hat.
Burzmali versucht, Lucilla und Duncan getarnt aus Gammu herauszuschleusen. Die Flucht wird ein Desaster. Am Zielort erwartet sie die Geehrte Mater Murbella. Als diese versucht den Ghola sexuell zu unterwerfen, erwachen die Zellgeheimnisse, die die Bene Tleilax in diesem Ghola verborgen haben. Die Prägung weckt die Primärerinnerungen sämtlicher Duncan-Idahos, die im Lauf der Jahrtausende zum Leben erweckt worden waren. Zudem haben die Tleilaxu die Mechanismen, mit denen die Geehrten Matres sexuelle Hörigkeit erzeugen, auch diesem Ghola eingegeben. Während also Murbella ihn zu prägen versucht, prägt er tatsächlich Murbella. Eine hoffnungslose gegenseitige Abhängigkeit ist das Ergebnis. Lucilla nimmt die geschwächte Murbella gefangen.

#### Finale
Miles Teg vernichtet mit seinen neuen Fähigkeiten den Feldmarschall der Geehrten Matres, Muzzafar, und die Große Geehrte Mater von Gammu. Anschließend zerstört er deren Hauptquartier. Im Wirtshaus eines alten Regimentskameraden stellt er eine schlagkräftige Kampfgruppe zusammen, mit der er ein Nicht-Schiff kapert. Er sammelt Burzmali, Lucilla, den Ghola und Murbella ein und fliegt auf den Wüstenplaneten.
Seine neuen Fähigkeiten der Vorhersage ermöglichen es vorherzusehen, wo in der Wüste er auf Sheeana und Odrade treffen wird, die einen Wurm reitend aus der Hauptstadt flüchten. Der Wurm, Sheeana und Odrade gehen an Bord des Nicht-Schiffes, Miles Teg geht von Bord. Er will mit gezielten Kommandoaktionen die Geehrten Matres auf dem Wüstenplaneten zur Verzweiflung treiben. Das gelingt ihm so gut, dass diese schließlich den ganzen Planeten zu Schlacke verbrennen, um den Störfaktor Miles Teg zu beseitigen.
Odrade, Sheeana und der Wurm fliegen zum Domstift. Dort wird der Wurm freigelassen, gräbt sich ein und zerfällt zu Sandforellen. Der erste Schritt zu einem neuen Wüstenplaneten ist getan.

### Band 6: Die Ordensburg des Wüstenplaneten (Chapterhouse: Dune)

#### Vorgeschichte
Etliche Jahre sind vergangen. Der Domstift-Planet entwickelt sich Tag für Tag mehr zu einer Wüste. Auf diesem Planeten befindet sich das Mutterhaus der Bene Gesserit und von hier aus beobachten sie die Attacken der Geehrten Matres. 16 Planeten der Bene Gesserit haben die Geehrten Matres inzwischen zerstört. Die Bene-Tleilax-Zivilisation wurde völlig ausgelöscht. Einzig Scytale, der letzte Tleilaxu-Meister, lebt als Gefangener auf einem Nicht-Schiff bei den Bene Gesserit. Er hat der Schwesternschaft die grundlegenden Geheimnisse der Axolotl-Tanks anvertraut. Den Bene Gesserit ist es damit möglich, Melange und Gholas selbst zu produzieren.
Sein größtes Geheimnis aber hat Scytale für sich behalten. In seiner Brust, versteckt in einer Null-Entropie-Kapsel, trägt er das gesamte genetische Material der Tleilaxu und vieler legendärer Menschen der Vergangenheit (Leto I., Stilgar, Chani, u. v. a.).
Die Bene Gesserit bereiten den finalen Schlag gegen die Geehrten Matres vor und sammeln ihre Kräfte. Sie studieren die einzige gefangene Geehrte Mater, Murbella und machen allmählich eine Bene Gesserit aus ihr. Sie lebt, zusammen mit Duncan Idaho und Scytale, auf dem erbeuteten Nicht-Schiff der Geehrten Matres. Duncan darf das Schiff nicht verlassen, weil er kein „Blut Sionas“ in sich trägt und damit für gegnerische Hellseher auffindbar wäre.

#### Handlungstragende Figuren und Gruppen
- Darwi Odrade, Mutter Oberin der Bene Gesserit, stirbt bei einem Angriff auf Kreuzweg.

- Miles Teg Ghola, Atreides Nachfahre, Vater von Odrade, genialster Bashar der Bene Gesserit, leitet den finalen Angriff auf die Geehrten Matres.

- Lucilla, Ehrwürdige Mutter der Bene Gesserit, Leiterin des Ausbildungszentrums Lampadas, überlebt den Angriff durch die geehrten Matres und begibt sich in Obhut des Rabbis.

- Burzmali, Bashar der Bene Geserit, Lieblingsschüler von Miles Teg, stirbt bei der Verteidigung von Lampadas.

- Duncan-Idaho-Ghola, Mentat, Waffenmeister der Bene Gesserit, Geliebter von Murbella, flieht zum Schluss in den unerforschten Weltraum.

- Sheeana Brugh, überwacht das neue Wüstenplanet Projekt auf der Ordensburg, kann die Sandwürmer kontrollieren, intrigiert mit Duncan gegen Odrades Pläne, flieht am Schluss mit Duncan und einigen Sandwürmern.

- Murbella, Geehrte Mater, wird in  Gefangenschaft zu einer Bene Gesserit und schließlich Oberin sowohl der Bene Gesserit, wie der Geehrten Matres.
- Dortujla, Ehrwürdige Mutter vom Bene Gesserit Strafplaneten Buzzell, Überbringerin des Kapitulationsangebotes der Schwesternschaft an die Oberste Geehrte Mater auf Kreuzweg.
- Scytale, letzter Meister der Tleilaxu, übergibt wesentliche Geheimnisse der Tleilaxu-Gentechnologie an die Bene Gesserit nimmt sein letztes Geheimnis mit auf die Flucht ins universelle Outback.

- Der Rabbi, Oberhaupt des Geheimen Israel, einer ultrageheimen jüdischen Gemeinschaft.

- Rebecca, „wilde“ ehrwürdige Mutter des Geheimen Israel, übernimmt die Millionen von Lampadas aus Lucillas Geist.

- Bellonda, Mentatin der Bene Gesserit, Archivleiterin auf dem Domstift, repräsentiert die Opposition innerhalb der Schwesternschaft.
- Dama, Oberster Geehrte Mater, stirbt bei einem Giftanschlag durch ihre Adjutantin.
- Logno, Adjutantin der Obersten Geehrten Mater und ihre Nachfolgerin, wird durch Murbella getötet.

- Bene Gesserit, verteidigen sich und das Imperium gegen die Geehrten Matres.
- Geehrte Matres, versuchen das alte Imperium zu okkupieren.
- Das Geheime Israel, hilft der Schwesternschaft zu überleben.

#### Erziehung von Miles Teg
Für den finalen Schlag gegen die Geehrten Matres brauchen die Bene Gesserit den genialen Feldherrn und Strategen Miles Teg. Er ist auf dem alten Wüstenplaneten umgekommen, aber Odrade hat einige seiner Originalzellen isoliert. Mit Hilfe der Gen-Technologie der Bene Tleilax züchtet die Schwesternschaft ihren ersten eigenen Ghola, den Bashar Miles Teg.
Die Zeit drängt und Odrade sieht sich genötigt, die Ausbildung von Miles zu beschleunigen. Duncan Idaho, der die Original-Erinnerungen des Bashars wieder hervorrufen soll, weigert sich, das Kind den damit verbundenen Schmerzen auszusetzen. Er und Sheeana schlagen stattdessen vor, Miles Teg einer Sexual-Prägerin der Bene Gesserit zu überlassen, wohl wissend, dass der ursprüngliche Miles von seiner Mutter gegen eine Prägung konditioniert worden war. Das Experiment gelingt. Die Konditionierung wirkt immer noch und bringt ihm seine Originalerinnerung zurück. In einem Kinderkörper, auf den Schultern einer Bene Gesserit reitend, plant und kommandiert der Bashar die finale „Schlacht um Gammu“.

#### Lucilla und das Schicksal von Lampadas
Nach der Vernichtung des Ausbildungsplaneten Lampadas ist Lucilla, die die Bewusstseine aller dort umgekommenen Ehrwürdigen Mütter in sich trägt („Die Millionen von Lampadas“), auf Gammu gestrandet. Sie sucht Unterschlupf bei einem jüdischen Rabbi und seiner Gemeinde. Der Rabbi kann sie auf Dauer nicht vor den Geehrten Matres schützen. Er schlägt Lucilla vor, ihre Erinnerungen und die Millionen von Lampadas auf Rebecca, eine unausgebildete Ehrwürdige Mutter der Juden, zu übertragen. Lucilla willigt ein und lässt sich anschließend vom Rabbi an die Geehrten Matres ausliefern.
Im Hauptquartier der Geehrten Matres wird Lucilla verhört und trifft auf die Oberste Geehrte Mater, Dama. Als Dama glaubt, alles Wissenswerte erfahren zu haben, bringt sie Lucilla um.
Rebecca, der Rabbi und seine Gemeinde verstecken sich in einem, seit Langem für solche Fälle vorbereiteten, Nicht-Raum. Die Geehrten Matres suchen vergeblich nach ihnen. Nach der Schlacht um Gammu entdecken die Bene Gesserit-Truppen die Verfolgten und Rebecca kann der Schwesternschaft endlich die Erinnerungen Lucillas und der Millionen von Lampadas zurückgeben.

#### Das Gewürzproblem
Scytale, einziger Überlebender seiner Rasse und letzter Bewahrer des Wissens über die Axolotl-Tanks, verkauft den Bene Gesserit sein Wissen portionsweise. Weil er sich Privilegien und vor allem endlich persönliche Tanks und Gestaltwandler verspricht, verweigert er Auskünfte über die Herstellung von Gewürz mit Hilfe von Axolotl-Tanks.
Die Bene Gesserit bleiben jedoch unnachgiebig. Sie wissen, dass Scytales Kenntnisse mit einem Verfallsdatum versehen sind. Die Transformation der Ordensburg zu einem neuen Wüstenplaneten ist im Gange. Spätestens, wenn in einigen Jahren die ersten Würmer gesichtet werden, sind Scytales Informationen wertlos und die Schwesternschaft verfügt endlich über eine eigene, unabhängige Gewürzquelle.

#### Schlacht um Gammu und Sieg auf Kreuzweg
Jahrelang bereitet Odrade die Schwesternschaft auf diesen Angriff vor. Die Opposition in Reihen der Bene Gesserit gegen die Mutter Oberin wird täglich stärker. Immer häufiger wird kritisiert, dass sie nichts gegen die Geehrten Matres unternehme. In diesen Jahren bildet sie die Leute heran, die sie für den Kampf für nötig erachtet.
Die Schlacht beginnt mit einem politischen Manöver. Odrade fliegt mit einigen wenigen Getreuen nach Kreuzweg. Offiziell soll sie die Kapitulationsbedingungen der Bene Gesserit mit den Geehrten Matres verhandeln. Inoffiziell kundschaftet sie die aktuellen Verteidigungsstellungen der Geehrten Matres dort aus. Odrade drängt Dama, Oberste Geehrte Mater, mit ihren Analysen stark in die Defensive. Sie erfährt, dass die Geehrten Matres sich tatsächlich auf der Flucht vor übermächtigen Verfolgern aus der Diaspora befinden. Während dieses Gespräches wird Dama von ihrer Adjutantin, Logno, mit einem Glas Wein vergiftet. Logno wird damit selbst automatisch zur nächsten Obersten Geehrten Mater und setzt das Gespräch fort, als sei nichts geschehen.
Während dessen führt Miles Teg einen Scheinangriff auf Gammu durch. Sein Ziel ist, möglichst viel materiellen Schaden anzurichten, und die dort stationierten Geehrten Matres zur Flucht zu zwingen. Das gelingt perfekt. In der zweiten Phase greift er nun Kreuzweg an. Mit neuen Technologien überrascht er die Truppen der Geehrten Matres und viele Raumschiffe werden von seiner Streitmacht zerstört. Anschließend beginnt er mit dem Bodenangriff. Die Geehrten Matres samt ihrer neuen Führerin ergeben sich schnell und ohne viel Gegenwehr. Der Kampf schien vorüber, da setzen die Geehrten Matres ein letztes Mal ihre Geheimwaffe aus der Diaspora ein. Die Soldaten der Bene Gesserit sterben ohne erkennbaren Grund und der Ausgang der Schlacht scheint sich zu drehen.
Nun landet Murbella mit einem eigenen kleinen Schiff im Hauptquartier der Geehrten Matres. Sie gibt vor, eine Doppelagentin der Geehrten Matres zu sein, die die Bene Gesserit ausspionieren sollte. Eine Demonstration ihrer bei den Bene Gesserit erlernten Fähigkeiten bringt sie nahe genug an Logno heran, um sie umstandslos zu töten. Das macht sie zur Obersten Geehrten Mater. Während einer kurzen, aber heftigen Auseinandersetzung mit einigen zweifelnden Senior Geehrten Matres wird Odrade umgebracht. Sie überträgt Murbella ihre letzten Erinnerungen und vermacht ihr damit die Position der Mutter Oberin der Schwesternschaft. Murbella bringt die Geehrten Matres zur Ordensburg. Dort lernen sie die Qualitäten der Bene Gesserit kennen und schätzen. Aus beiden Orden soll langfristig ein einziger, stärkerer entstehen.

#### Ausklang
Für die Opposition innerhalb der Bene Gesserit ist die Rückkehr Murbellas mit den Geehrten Matres das Signal, sich abzusetzen. Unter Führung von Duncan und Sheeana nutzen sie den günstigen Zeitpunkt und fliehen mit dem Nicht-Schiff, in dem Duncan gefangen ist, in den unkartierten Weltraum. Murbella, die neue Oberin, hält sie nicht auf, erkennt sie doch die Richtigkeit dieser Entscheidung.

## Hintergrundgeschichten der Bände 5 und 6
Dieses Kapitel beschäftigt sich mit übergreifenden Themen der zweiten Trilogie.

### Die Gestaltwandler im Laufe der Jahrtausende
Mit dem zweiten Band wurde die Figur des Gestaltwandlers eingeführt. Scytale, ein Tleilaxu-Meister, überbrachte, zur Frau gewandelt, eine wichtige Nachricht an Muad'Dib. Sein Modell war leicht zu erkennen und Paul nutzte damals die so gestellte Falle zu seinen Gunsten.
Im vierten Band unter dem Gottkaiser sind die Bene Tleilax und ihre Gestaltwandler zu Karikaturen verkommen. Der Daseinszweck dieser Gemeinschaft ist, dem Gottkaiser seine Duncan-Idaho-Gholas zu liefern und mit ihrer Technologie die Ixianer bei der Erschaffung von Hwi Noree zu unterstützen.
Im fünften und sechsten Band nehmen die Tleilaxu allmählich eine tragende Rolle innerhalb der herrschenden Gruppen im alten Imperium ein. Die Bene Tleilax haben die Gestaltwandler nahezu zur Perfektion weiterentwickelt. Es ist ihnen inzwischen möglich, Teile der Erinnerungen ihrer Opfer mit zu kopieren. Außer den Bene Gesserit konnte niemand mehr diese Gestaltwandler erkennen. Aber damit nicht genug. Die letzte Generation der Gestaltwandler war schließlich in der Lage, auch die Persönlichkeit eines Opfers perfekt zu kopieren.
Der Hohe Priester Hedley Tuek wird als einer der Ersten durch das neue Gestaltwandlermodell ersetzt. An ihm zeigt sich dann auch die Hybris, die aus den Versuchen der Tleilaxu entspringt, immer perfektere Gestaltwandler zu produzieren. Der Pseudo-Tuek ist so gut geraten, dass er die Persönlichkeit des Ersetzten perfekt übernimmt und anschließend rundweg ableugnet, ein Gestaltwandler zu sein. Für seine vormaligen Tleilaxu-Meister ist er damit völlig unkontrollierbar und nutzlos.

### Bene Gesserit und Geehrte Matres – ein ungleiches Schwesternpaar
Die 3500-jährige Tyrannei des Gottkaisers war für die Bene Gesserit eine Lektion, aus der sie langfristig viel gelernt haben. Unter ihm sind sie zu einer echten Gemeinschaft geworden, die sich selbstlos für die Menschheit einsetzt.
Haben sie in der ersten Trilogie nur ihre eigenen Ziele ohne Rücksicht auf das Gemeinwohl verfolgt, sind inzwischen Denk- und Verhaltensweisen der Atreides auf sie übergegangen. Sie erzeugen Loyalität, weil sie selbst loyal sind.
Gedanken an Nachhaltigkeit und Dauer haben sich noch weiter verfestigt. Bezeichnend ist der Kommentar von Odrade auf den Satz: „Wir haben Gewürz für die nächsten 50 Generationen.“ Sie fragt kurz: „Und das reicht?“
Die Gewürzagonie der Bene Gesserit und der Einblick in ihre weitergehenden Erinnerungen erschließt den Bene Gesserit einen wesentlich breiteren Horizont als den Geehrten Matres. Trotzdem leiden sie unter einem elementaren Defizit, das nicht einmal der Tyrann hatte korrigieren können. Doktrinär verbannen sie den Zugang zu einem wesentlichen Lebenskern aus ihrer Lehre; – der Liebe und ihren gewaltigen Kräften. Die Einbindung tiefer Emotionen, das hatte Odrade schließlich erkannt, würden die Bene Gesserit von den Geehrten Matres lernen müssen.

### Die Weitergabe von Erfahrungen in den Kulturen des Dune-Zyklus
Jede Kultur hat das Problem, dass Erfahrungen, einmal gemacht, mit demjenigen sterben, der sie macht. Ohne eine überlieferte Kultur der Erfahrungsweitergabe würde also das Rad, mit jeder neuen Generation, neu erfunden werden müssen. In den derzeitigen Zivilisationen der Leser haben Bildung und Erziehung diese Last zu tragen. In einigen Kulturen, die Frank Herbert im Dune-Zyklus entwickelt, gibt es innovative Ansätze, dieser Frage zu begegnen.
Normale Menschen können, laut Herbert, Melange nutzen, um ihre individuelle Lebensdauer zu verlängern. Damit lösen sie das Problem jedoch nicht, sondern verschieben es stattdessen in die Zukunft. Immerhin stehen ihnen dann ca. 300 Jahre zur Verfügung, es zu lösen.
Eleganter ist die Methode der Bene Gesserit, die ihr Wissen von Ehrwürdiger Mutter zu Ehrwürdiger Mutter weitergeben. Sie akkumulieren die Erfahrungen vieler Millionen Menschen in einen Pool. Allerdings mit schwerwiegenden Nachteilen. Dieser Pool steht nur Frauen offen und auch nur dann, wenn die Frau die Gewürzagonie überlebt. Womit eine weitere Komplikation erwähnt ist: die Gewürzabhängigkeit.
Die Ghola-Technik der Bene Tleilax ist ein weiteres Modell, das Herbert seinen Lesern offeriert. Aus den Zellen eines Toten züchten sie, in ihren Axolotl-Tanks, einen neuen Körper. Dem geben sie seine Originalerinnerungen zurück, und sobald er stirbt, beginnt der Prozess von vorne. Ein echter Nachteil ist bei dieser Methode nicht zu erkennen, außer dass sie etwas morbide und unappetitlich wirkt, und der Umstand, dass Axolotl-Tanks in Wahrheit dem weibliche Bevölkerungsteil der ansonsten männlichen Tleilaxu entsprechen, aus dem sie ursprünglich gezüchtet wurden.
Das gesammelte Wissen von IX sind Technologien, die in Maschinen und Plänen von Maschinen gespeichert werden. Sie vererben Wissen über Dinge, die sie erfunden haben, in Dingen, die sie erfunden haben. Diese Methode stößt an ihre systemischen Grenzen, sobald keine neuen Dinge mehr erfunden werden.
Steuermänner der Gilde werden durch das Gewürzgas fast unendlich lange am Leben erhalten. Der Steuermann Edric ist im 6. Teil, nach immerhin 10.000 Jahren, immer noch präsent. Die Lebensverlängerung verschiebt allerdings das Problem der Erfahrungsweitergabe, ähnlich wie beim melangeabhängigen Normalsterblichen, nur weiter in die Zukunft. Der weitgehende Verlust der Menschlichkeit, mit dem diese Steuermänner für ihre „Unsterblichkeit“ zahlen, wird von den Vorteilen kaum aufgewogen.

### Status der Geehrten Matres
Im Lauf des 6. Bandes von Frank Herberts Dune-Zyklus stellt sich immer deutlicher heraus, dass sich die Geehrten Matres, ungeachtet ihrer derzeitigen Vormachtstellung im alten Imperium, auf der Flucht befinden. Die Schilderung ihres barbarischen, selbstherrlichen Regierungsstils lässt das als nicht überraschend erscheinen.
Wovor oder vor wem sich die Frauen auf der Flucht befinden, bleibt dabei weitgehend im Dunkeln. Sicher ist, dass die Futar, so sie denn von Bändigern begleitet werden, für die Jagd auf Geehrte Matres abgerichtet, wenn nicht gar gentechnisch produziert wurden. Der Futar-Jagdschrei ist darauf ausgelegt, Geehrte Matres zu lähmen oder in Hysterie verfallen zu lassen.
Wer diese Bändiger sind oder wo sie sich aufhalten, bleibt jedoch ungewiss. Auf dem Planeten Buzzell treffen einige Bändiger und Futar mit den Bene Gesserit zusammen und bieten eine nicht näher bestimmte Kooperation an. Um die Situation noch etwas zu komplizieren, halten die Geehrten Matres selbst gefangene Futar in Herden, um sich mit ihnen zu vergnügen und sie mit dem Fleisch getöteter Gegner zu füttern.
Die zweite Bedrohung, die die Geehrten Matres zurück ins alte Imperium treibt, ist eine ominöse biologische Waffe, die offenbar zu geistiger Degeneration führt. Wer diese Waffe gegen sie einsetzt, ist unklar. Die Immunität der Bene Gesserit gegen Krankheiten jedweder Art ist jedenfalls eine der Verlockungen, die eine Kooperation der beiden Frauenorden nahelegen würde. Das größenwahnsinnige Machtgebaren der Geehrten Matres schließt Derartiges allerdings wieder aus.

### Technische Entwicklungen
Technische Entwicklung und Neuerungen, die in dem großen Zeitsprung vom vierten zum fünften Band gemacht wurden, hält Frank Herbert, offensichtlich mit Bedacht, eher im Ungefähren.
Klar wird, dass in der Diaspora eine Vielzahl unbekannter Modifikationen an der Ixianischen Ausgangstechnologie vorgenommen wurden. Echte Innovationen gibt es nicht, wenn man von der ominösen Waffe der Geehrten Matres absieht, deren Funktionsmechanismus auf eine Abart der Neutronenbombe hindeutet.
Ebenfalls eine Modifikation aus der Diaspora ist die sogenannte T-Sonde mit der Miles Teg, im fünften Band, verhört wurde. Diese Bewusstseinssonde sollte offenbar die Wirkungen der Droge Shere umgehen, führte bei Miles allerdings zur Agonie und zum Erreichen einer höheren geistigen und körperlichen Leistungsfähigkeit.
Im alten Imperium selbst, sprich aus Ixianischer Forschung gibt es keine neuen Technologien. Allerdings fischt der Duncan-Idaho-Ghola einige „Innovationen“ aus dem imaginären Tachyonen-Netz der beiden Alten, während er, als Waffenmeister, den finalen Konflikt zwischen Bene Gesserit und Geehrten Matres vorbereitet. Dort entdeckt er so exotische Gerätschaften wie Disruptoren oder die Formel zur Verkleinerung des Holtzmann-Generators.

### Die Transformationen des Wüstenplaneten
Den primären Zyklus vom Wüstenplaneten zur grünen Welt hat Frank Herbert in der ersten Trilogie beschrieben. Leto II selbst macht diese ökologische Umwandlung perfekt und lässt nur die kleine Sareer, seine „persönliche“ Wüste bestehen.
Nach dem Tod von Leto II. zerfällt sein Körper zu Sandforellen, die sogleich damit beginnen, das fließende Wasser einzukapseln. Sie verwandeln den Planeten langsam aber stetig zurück in eine Wüste. Der ewige Traum von Shai Hulud, dem im Sandwurm gefangenen geteilten Gott, kann beginnen.
Die Verwüstung des Planeten nimmt allerdings nie wieder so extreme Formen an wie in den ersten beiden Bänden. Die Menschen behalten einen nicht unbeträchtlichen Teil ihrer Territorien, so dass die Rückkehr zur ursprünglichen fremenitischen Existenzweise nicht erforderlich wird. Der Wurm kehrt zurück, wenn auch nicht so gewaltig wie in den alten Zeiten, und mit ihm das Gewürz.
Im fünften Band, 1500 Jahre nach dem Tod des Gottkaisers, ist diese Situation bereits lange Normalität. Allerdings gewinnt die Gewürzproduktion nie mehr den Stellenwert, den sie früher, im alten Imperium, innehatte. Die Tleilaxu stellen in ihren Axolotl-Tanks das Gewürz in großen Mengen und zu Dumpingpreisen her. Die Rolle des Wüstenplaneten ist eine andere geworden. Als kirchliches Zentrum und Pilgerstätte der Religion des Zerlegten Gottes sind Heimat und Lebensort des Shai Hulud heilig. Nachdem der Planet von den Geehrten Matres zu Schlacke verbrannt worden ist, wird deshalb aus dem Wüstenplaneten ein mythischer Ort.
Womit die Geschichte am Ende sein könnte, wenn nicht der Wurm unter der Obhut von Sheeana seine Migration vollbracht hätte. Ausgesetzt auf dem Ordensburg-Planeten folgt er sogleich seiner Bestimmung. Auch dieser Wurm zerfällt binnen kurzem zu Sandforellen, die beginnen, das Wasser des Planeten einzukapseln, und zwölf Jahre später ist aus der prächtigen Ordensburg ein trockener Planet geworden. Die Desertifikation greift so schnell um sich, dass Teile der einheimischen Bevölkerung in Opposition zu den Plänen der Bene Gesserit treten. Auch wenn die Bene Gesserit den Menschen klarmachen, dass es keine Alternative gibt, steht die Bevölkerung nie geschlossen hinter ihnen. Am Ende des sechsten Bandes ist ein großer Teil der Ordensburg verwüstet. Kleinere Würmer existieren bereits, es wird die erste Vorgewürzmasse gefunden, der Wüstenplanet lebt wieder.

### Von Kraft und Gegenkräften
Das dritte newtonsche Axiom wird von Frank Herbert in allen Bänden des Dune-Zyklus als wesentliches Prinzip auch für soziale und psychologische Prozesse behauptet.
Bereits im ersten Band wird von den Bene Gesserit anhand der Kraft der Stimme exemplarisch die daraus folgende Gegenkraft extrapoliert. Zu häufiger Einsatz der Stimme führt demnach zunehmend zur Immunisierung gegen diese Art der Beeinflussung.
Wesentlich umfassender verarbeitet Herbert das Kraft-Gegenkraft-Modell bei der Konstruktion des Goldenen Pfades des Gottkaisers. Letos Frieden, die 3500 Jahre andauernde Friedhofsruhe, soll die normalerweise daraus resultierende Gegenkraft, nämlich das Bedürfnis nach Chaos, und das am leichtesten zu erzeugende Chaos ist der Krieg, modifizieren. Diese immanente Sehnsucht nach Krieg will Leto II. umlenken auf eine Sehnsucht nach dem Neuen, dem Unbekannten, dem Unberechenbaren. Über genügend Zeit, diesen Prozess in die Wege zu leiten, verfügt er. Tatsächlich gelingt es mit gezielten gesellschaftlichen Veränderungen, Stichwort Frauenarmee oder Reisebeschränkungen, dass die Menschheit nach seinem Tod den Weg ins Unerforschte, in die Diaspora, wählt.
Eine letzte Demonstration des Wechselwirkungsprinzips gibt Frank Herbert mit den zurückkehrenden Kräften aus der Diaspora. Die barbarische Krafthuberei der Geehrten Matres hat in der Diaspora offensichtlich so viel Gegenkräfte freigesetzt, dass die unüberwindlich scheinenden Frauenarmeen die Flucht ergreifen müssen. Mit den Bene Gesserit wartet im alten Imperium allerdings eine neue Gegenkraft. Das defensive Vorgehen der Schwesternschaft deutet auf den Ausweg aus dem destruktiven Gegenkraftdilemma hin. Die osmotische Verschmelzung der beiden Frauenorden zu einer neuen, hybriden und humanen Kraft macht eine Neuverteilung der interstellaren Kräfteverhältnisse wahrscheinlich.

## Die Jäger des Wüstenplaneten Band 7 (Hunters of Dune)
Das Buch von Brian Herbert, Teil eins des mittlerweile auf zwei Teile angewachsenen siebten Bandes, wurde ursprünglich bei Tor Books veröffentlicht und ist in der deutschen Übersetzung beim Heyne Verlag erschienen.
Duncan Idaho, Bashar Miles Teg und Sheeana fliehen vor den Geehrten Matres an die Grenzen des Universums. An Bord ihres Nicht-Schiffs haben sie Zellen von vielen Figuren aus der Vergangenheit wie Paul und Chani, Leto I., Jessica, Yueh und andere; alle für ein großes Finale mit einem Gegner, der so groß ist, dass er alle einschließlich der Geehrten Matres zerstören kann. Und tief in ihrem gigantischen Nicht-Schiff transportieren sie den letzten überlebenden Sandwurm des zerstörten Wüstenplaneten auf der Suche nach einem Neuen Wüstenplaneten.

### Nicht-Schiff Ithaca
Die Gefolgschaft um Sheeana hat die letzten drei Jahre nach der Flucht von der Ordensburg in einem unbekannten Universum verbracht, um sich vor dem „älteren Pärchen“ zu verstecken. Das Schiff wurde innerhalb dieses Zeitraums auf den Namen „Ithaca“ getauft. Während Teg alte Aufnahmen seines ersten Todes auf Rakis untersucht, findet Duncan eine Folterkammer der Geehrten Matres in einem verborgenen Zwischendeck. Später wird sich herausstellen, dass die Matres durch Folter die Rohstoffe ihres Melange-Ersatzes gewinnen, welcher auf Adrenalin und Endorphin basiert.
Duncan Idaho wird zu Beginn des Buches von dem „Orakel der Zeit“ kontaktiert, einem alten Mythos der Raumfahrer-Gilde. Aus Angst, einem weiteren Feind in die Falle zu gehen, riskiert er einen Sprung durch den Faltraum. Kurz darauf wird die Ithaca jedoch wieder von dem Netz aufgespürt und muss einen weiteren Hypersprung riskieren.
Scytale leidet inzwischen an einer genetischen Krankheit. Weil alle Tleilaxu-Meister sich nach ihrem Tode als Ghola wieder zum Leben erwecken, und ihre Erinnerungen wachrufen lassen, sehen sie keinen Grund, genetische Defekte zu beheben. Sie sehen in jedem Ghola nur einen weiteren Abschnitt einer größeren Existenz. Nach der Flucht von der Ordensburg hatte er bereits das Geheimnis um die Erzeugung von Melange mithilfe von Axolotl-Tanks gelüftet. Nun erzählt er auch von den aufbewahrten Zellen in der Kapsel, welche in seine Brust implantiert ist. Darin befinden sich Zellen von Paul Atreides, Chani, Leto II., Liet Kynes, Stilgar und vielen anderen. Als Gegenleistung verlangt er lediglich einen Ghola von sich selbst, um den Fortbestand des Meister-Geschlechts zu gewährleisten.
Um dieses große Ghola-Projekt zu starten, werden jedoch weitere Axolotl-Tanks benötigt, weshalb unter der Besatzung nach Freiwilligen gesucht wird. Unter den drei Freiwilligen Schwestern befindet sich auch die Ehrwürdige Mutter Rebecca, welche einst auf Gammu die Erinnerungen von Lucilla in sich aufgenommen hatte.
Nachdem Paul Atreides, Chani, Leto II., Stilgar, Thufir Hawat, Liet Kynes, der Verräter Dr. Yueh und Lady Jessica wieder zum Leben erweckt wurden, wird das Ghola-Programm vorübergehend beendet. Der Grund dafür ist eine Vision von Sheeana, in welcher sie gewarnt wird, dass sie zu viele Helden in zu kurzer Zeit wieder ins Leben zurückrufen.
Die Ausbildung der Kinder wird der Bene Gesserit Garimi als Strafe aufgebürdet, nachdem sie versucht hatte, den Ghola von Leto II. zu ermorden.
Sheeana beginnt sich inzwischen mit einem Futar anzufreunden, welcher auf den Namen Hrrm hört. Nachdem dieser es einst geschafft hatte, aus seiner Zelle auszubrechen, konnte sie ihn überzeugen, dass die Menschen an Bord nicht ihre Feinde sind. In der Hoffnung, mehr Informationen über die „Bändiger“, welche die Futar kontrollieren, zu erlangen, geleitet sie Hrrm zu dem Plazfenster, durch welches er die Sandwürmer an Bord der Ithaca betrachten kann. Sheeana begibt sich anschließend in die Kammer, tanzt zwischen den Würmern und gibt ihnen Anweisungen.
Als sie zu Hrrm zurückkehrt, bezeichnet dieser sie als „besser als Bändiger“ und erzählt auch den drei anderen Futar an Bord davon.
Nach einem weiteren Raumsprung findet die Ithaca den Planeten der Futar-Bändiger. Es stellt sich heraus, dass alle Bändiger perfekte Gestaltwandler sind und dem großen unbekanntem Feind dienen. Die Gruppe kann gerade noch von der Oberfläche entkommen, wobei Teg seine Fähigkeiten (siehe „Die Ketzer des Wüstenplaneten“) enthüllt. Ihre Flucht wird außerdem von den vier Futar, welche sich an Bord der Ithaca befanden, unterstützt, indem sich diese gegen ihre Bändiger und andere Futar stellen und Sheeana beschützen. Bevor sie in den Hyperraum springen können, rammen jedoch noch vier kleinere Schiffe die Ithaca. Nach Zählung der Gestaltwandler-Leichname besteht jedoch Grund zur Sorge: Es könnte sein, dass drei perfekte Gestaltwandler noch an Bord des Nicht-Schiffes sind.
Duncan Idaho, welcher weiterhin unter dem sexuellen Bund zwischen ihm und Murbella leidet, wird nun durch Sheeana davon befreit. Ein sexuelles Erlebnis, welches nur dem Bruch des Bundes dient, erlöst Duncan von seinen mentalen Ketten. Wie sich diese Nacht nun auf das Verhältnis zwischen Duncan Idaho und Sheeana auswirken wird, ist noch ungewiss.
Am Ende der Geschichte konsumiert der Paul-Ghola eine große Menge Melange, wodurch seine hellseherischen Fähigkeiten aktiviert werden. Dabei sieht er seinen eigenen Tod, herbeigeführt durch einen anderen, bösen, Paul Atreides.

### Murbella und die neue Schwesternschaft
Die neue Schwesternschaft steht seit ihrer Gründung am Rande eines Bürgerkriegs. Mother Commander Murbella muss sich mit aufständischen Schwestern, Bene Gesserit und Geehrte Matres, herumschlagen. Viele Aufständische haben sich in die nördlichen Regionen der Ordensburg zurückgezogen, weil Murbella gefangene Aufständische exekutiert.
Als ihre Berater hat Murbella die Ehrwürdige Mutter Bellonda und die konvertierte Geehrte Mater Doria gewählt. Diese beiden stehen sich jedoch mit Abneigung gegenüber, welche später in einem tödlichen Duell endet. Doria tötet Bellonda im Kampf, wird von Murbella jedoch gezwungen, ihre Erinnerungen aufzunehmen. Darauf wird Doria mit der Überwachung der Wüste und der Melangevorkommen beauftragt.
Während Doria mit der Stimme von Bellonda in ihrem Kopf kämpft, wird ihre Gruppe jedoch von einem Sandwurm verschlungen und so findet auch Doria ihr Ende.
Murbella besitzt im alten Imperium das Monopol auf die geheimnisvolle Substanz Melange. Diese Macht gebrauchend, versucht sie die Raumfahrer-Gilde zu erpressen. Sie verweigert größere Abgaben des Gewürzes an die Gilde, um sie vorübergehend am Haken hängen zu lassen und ihnen später einen Deal anzubieten. Die Gilde beauftragt unterdessen jedoch die Ixianer mit der Erfindung perfekter Navigationsmodule, wodurch sich die Navigatoren jedoch bedroht fühlen und Edric auf eigene Faust eine Alternative zur Melangegewinnung sucht. Hierfür geht er sogar einen Bund mit den Geehrten Matres auf Tleilax ein.
Um die Konflikte innerhalb der Schwesternschaft zu beenden, setzt Murbella Reformen durch. Es ist den Schwestern nicht mehr erlaubt, durch Kleidung auf ihren Ursprung (Bene Gesserit oder Geehrte Matres) hinzuweisen. Die neuen Uniformen sind eine Symbiose der beiden alten: Ein schwarzer einteiliger Catsuit, welcher die Bewegungsfreiheit der Matres-Uniformen, jedoch die schwarze Farbe der Bene Gesserit-Uniformen vereint.
Auch die Aufständischen, welche sich in den Norden zurückgezogen haben, werden niedergeschlagen.
Murbella erhält inzwischen auch Unterstützung von ihrer ältesten Tochter Janess, welche inzwischen die Melange-Agonie hinter sich gebracht hat. Ihre Zwillingsschwester Rinya hatte die Agonie zu früh angetreten und starb daran.
Nun beginnt Murbella, einen Stützpunkt der Geehrten Matres nach dem anderen zu unterwerfen. Am Ende fällt auch Tleilax und die Matre Superior dieser Welt stellt sich als Gestaltwandler heraus. Nun versteht die Mother Commander auch den Grund für die Konflikte im alten Imperium. Diese sollten nur die militärischen Kräfte des Imperiums, für die bevorstehende Invasion, schwächen.
Murbella gelingt schließlich ein Durchbruch zu ihren verborgenen Erinnerungen in der Linie der Geehrten Matres. Sie entdeckt, dass die Matres nicht nur durch eine Fusion der Bene Gesserit und der Fischredner in der Diaspora entstanden; der verborgene Ursprung der Matres sind die Axolotl-Tanks der Tleilaxu. Nachdem das Geheimnis der Tanks entdeckt wurde (diese sind in Wirklichkeit die weiblichen Tleilaxu, welche in deren Kultur keinerlei Rechte besitzen und nur als komatöse Tanks dienen), wurden einige der Tanks wieder zu lebenden Menschen zurückverwandelt. Diese übten dann gewaltsame Rache an den Tleilaxu.
Eine von Murbellas Vorfahren war es außerdem, welche den Krieg mit dem unbekannten Feind begann. Sie überfiel einen der Außenposten und hatte dadurch den Konflikt ausgelöst, welcher jedoch vom Feind seit Urzeiten vorbereitet wurde. Zu der Zeit entdeckt Murbella auch die Identität des Feindes: Es ist Omnius, der Maschinengott aus den Zeiten von Butlers Djihad.

### Marty und Daniel, das alte Pärchen
Marty und Daniel sind das alte Pärchen, vor dem die Ithaca auf der Flucht ist. Sie verwenden ein Tachyonen-Netz, welches den Weltraum, auf der Suche nach dem Nicht-Schiff, durchstreift. Einmal kann die Ithaca gerade noch entkommen, bevor sich das Netz schließt, einmal kann das Schiff sogar aus dem (fast) geschlossenen Netz ausbrechen.
Marty und Daniel kontrollieren außerdem die Gestaltwandler, welche das alte Imperium unterwandern. Der Gestaltwandler Khrone dient den beiden hierbei als Kommandant der Wandler, schmiedet jedoch eigene Pläne, um aus den Fängen des alten Pärchens zu entkommen.
Um ihn zu überwachen und zu kontrollieren, dient ihnen ebenfalls das Netz. Mit diesem können sie Entfernungen im Raum auf Null setzen und dadurch Illusionen von eigenen Welten erschaffen. Dieses Netz basiert offensichtlich auf Holtzmanns Theorien, welche für den Faltraumantrieb verwendet werden.
Das Pärchen hat aus mathematischen Gleichungen errechnet, dass sie die Hilfe eines Kwisatz Haderach für Kralizec, den Kampf am Ende des Universums, benötigen. Deshalb sind sie auf der Jagd nach der Ithaca und den Personen an Bord. Sie haben errechnet, den ultimativen Kwisatz Haderach an Bord dieses Schiffes zu finden. Als Alternative geben sie Khrone den Auftrag, zwei Gholas zu erschaffen, aus Zellen, welche auf Tleilax und Caladan gefunden wurden. Der erste ist Baron Vladimir Harkonnen und der zweite Paul Atreides, welcher auf Paolo getauft wurde um ihn vom historischen Abbild zu trennen. Der Baron soll für die Erziehung von Paolo sorgen und ihn so für ihre Seite gewinnen.
Als das Pärchen glaubt, die Ithaca gefangen zu haben, wollen sie diese Pläne abbrechen. Nachdem die Ithaca wieder entkommen kann, fahren sie jedoch damit fort.
Am Ende des Buches betrachten Marty und Daniel ihre Flotte von vielen tausenden Schiffen. In der von ihnen erschaffenen Illusion sehen sie eine Streitmacht von griechischen Kriegsschiffen. Schließlich beenden sie diese Illusion. Es zeigt sich, dass alle Ressourcen mithilfe ihres Netzes zu einem Ort projiziert wurden und als altertümliche Schiffe dargestellt wurden. Aus dem Meer wird der Weltraum und aus dem Garten des Pärchens wird eine Maschinenstadt. Daniel und Marty stellen sich als Omnius und Erasmus heraus, welche ihre Vernichtungsflotte nun in Richtung des alten Imperiums schicken.

### Khrone und die Gestaltwandler
Khrone ist der Anführer der Gestaltwandler aus der Diaspora und untersteht direkt Marty und Daniel. Er zeigt den Tleilaxu aus der Diaspora seine Unabhängigkeit von ihnen, indem er ihren letzten Ältesten tötet. Dessen Assistenten Uxtal lässt er jedoch am Leben, damit dieser für ihn Gholas erschaffen kann. Khrone entsendet Uxtal nach Tleilax, der größten Festung der Geehrten Matres und ehemalige Heimatwelt der Tleilaxu. Von den Matres erhält er Zellen, welche Tleilaxumeister in einer in die Brust implantierten Kapsel aufbewahrt haben, um daraus einen Ghola zu erschaffen. Nachforschungen ergeben schließlich, dass diese Zellen vom Baron Harkonnen stammen.
Später wird auf Caladan ein Relikt aus der Zeit von Muad'dib entdeckt: Ein Dolch, auf dem das Blut des ersten Kwisatz Haderach klebt. Mithilfe dieser Zellen erstellt Uxtal im Auftrag der Gestaltwandler einen Ghola von Paul Atreides, welcher auf den Namen Paolo getauft wird.
Vladimir Harkonnen, welcher sich bereits als Kind ohne seine Erinnerungen als gewalttätige Bestie herausstellt, versucht bereits vor dessen „Geburt“ Paolo zu töten, indem er den Axlotl-Tank mit einem Dolch schwer verletzt. Paolo kann jedoch gerettet werden und Vladimir wird von nun an von dem Paul-Ghola isoliert und nach Caladan geschickt, der neuen Hochburg der Gestaltwandler im alten Imperium. Nach der Geburt von Paolo wird dieser ebenfalls nach Caladan geholt, aber weiterhin von Vladimir getrennt. Uxtal verbleibt unterdessen auf Tleilax unter der Aufsicht der Geehrten Matres.
Schließlich versucht Khrone die Erinnerungen des Barons zu erwecken. Seine ersten Versuche scheitern jedoch, weil er es ausschließlich mit physischem Schmerz versucht. Für die Erweckung der genetischen Erinnerungen ist es jedoch notwendig, einen Ghola psychisch an die Schwelle der Verzweiflung zu bringen. Nachdem tagelange körperliche Torturen erfolglos bleiben, verändert Khrone seine Strategie. Er sperrt Vladimir, von Suspensoren vorläufig komplett paralysiert, in eine dunkle Kammer, in welcher er tagelang ohne jegliche Sinneseinflüsse gefangen gehalten wird.
Bevor er in dieser Kammer, welche früher als Mentatentraining Verwendung fand, dem Wahnsinn verfällt, kommen seine Erinnerungen wieder zurück und er wird schließlich mit dem Training und der Ausbildung von Paolo beauftragt.
Die Erweckung seiner Erinnerungen brachte jedoch eine fatale Nebenwirkung. Einst hatte der Geist des Barons Imperatorin Alia in den Wahnsinn getrieben. Diesmal wird der Baron Vladimir Harkonnen von dem Geist Alias heimgesucht, welche droht, ihn zum Wahnsinn zu treiben.

### Umgehung des Monopols
Weil die neue Schwesternschaft der Gilde größere Melangelieferungen verweigert, sucht diese verzweifelt einen Ausweg. Die Sprecher der Gilde setzen sich mit Ix in Verbindung und geben verbesserte Navigationsgeräte in Auftrag. Diese sollen, im Gegensatz zu ihren Vorgängern, perfekte Navigation ermöglichen und erstmals die gleiche Sicherheit bieten wie ein Navigator.
Von dieser Entwicklung erschüttert bittet der Navigator Edric das Orakel der Zeit um Rat. Dieses sagt ihm jedoch, dass die Navigatoren selbst einen Weg aus dieser schweren Lage finden werden. Sie müssen lediglich „finden, was verloren wurde“. Edric hat daraufhin eine Idee. Er setzt sich mit den Geehrten Matres auf Tleilax in Verbindung. Dort arbeitet der Tleilaxu Uxtal im Auftrag der Gestaltwandler an einem Gholaprojekt. Als Gegenleistung für ihre Unterstützung stellt die Matre Superior Hellica jedoch zwei Forderungen. Die Produktion des Melange-Ersatzes der Matres, welcher auf Adrenalin und Endorphinen basiert, und die Produktion von Melange in Axlotl-Tanks. Hierbei steht er unter stetiger Aufsicht durch die Geehrte Mater Ingva.
Uxtal findet schließlich einen Weg, den Melange-Ersatz zu produzieren, jedoch keinen Weg um echte Melange zu erzeugen.
An diesem Punkt setzt sich Edric mit der Matre Superior in Verbindung. Er schlägt die Wiedererweckung eines Tleilaxumeisters vor, um von diesem das Wissen um die Produktion von Melange zu erhalten. Es zeigt sich, dass Hellica den Tleilaxumeister Waff, angeschlossen an eine seltsame Apparatur, körperlich am Leben erhalten hat. Hellica erzählt Uxtal, dass Waff ihnen als Lieferant für Sperma für die Fortpflanzung dient, auch wenn er hirntot sei. Uxtal vermutet jedoch dass noch mehr dahinter stecken muss.
Uxtal hat inzwischen die Großproduktion von Waff-Gholas begonnen. Stets in Achtergruppen hat er Gholas mithilfe dieser Zellen produziert. Dabei hat er eine, eigentlich verbotene, Technik verwendet, um den Alterungsprozess der Gholas zu beschleunigen. Schon früh zeigen diese Tleilaxukinder Abneigung gegenüber Uxtal, indem sie mit ihren Zähnen über ihn herfallen.
Schließlich sind die Gholas so weit, dass versucht werden kann, ihre Erinnerungen zu wecken. Hierbei wird, unter der Aufsicht von Edric und Hellica, einer nach dem anderen getötet. Die einzige Möglichkeit, ihr Leben zu retten, ist, sich an ihr früheres Leben zu erinnern. Der letzte verbleibende Waff der ersten Achtergruppe, auf den Namen Waff Eins getauft, schafft es, sich schließlich zu erinnern – jedoch nur bruchstückhaft, und auch das Wissen über die Melange fehlt ihm. Er vermutet, dass es sich hierbei um eine Nebenwirkung der verbotenen Technik, welche den Alterungsprozess beschleunigt, handeln muss. Waff und Uxtal behalten dies jedoch für sich und wollen versuchen gemeinsam weitere Erinnerungen an die Oberfläche zu bringen.
Schließlich beginnt der Angriff der neuen Schwesternschaft auf Tleilax. Während des Angriffes versucht Ingva, Uxtal sexuell an sich zu binden, um ihre eigene Position zu stärken. Obwohl Uxtal ein Eunuch ist, gelingt ihr dies. Als Ingva im Verlauf des Kampfes schwer verletzt wird und Uxtal um Hilfe bittet, hilft ihr dieser auf die einzige Art, die ihm möglich ist. Er bricht ihr das Genick, um sie von ihren Schmerzen zu befreien. So gelingt es ihm, sich von den sexuellen Ketten zu befreien und er sucht unter der Bevölkerung Zuflucht. Jedoch wird er von fleischfressenden Masttieren, deren Fleisch als Spezialität auf Tleilax gilt, unter der Aufsicht des Tierhalters aufgefressen, ohne dass dieser auch nur darüber nachdenkt, ihn zu retten. Dem Waff-Ghola gelingt unterdessen die Flucht von Tleilax. Der Navigator Edric, welcher das Schiff der Angreifer steuert, nimmt Waff an Bord und versteckt ihn vor Murbella, in der Hoffnung, eine alternative Quelle für Melange gefunden zu haben. Auch wenn Waff sich nicht an die Produktion von Melange erinnern kann, kann er sich an etwas Anderes, Besseres erinnern. Waff denkt über eine Züchtung von Sandwürmern mittels Axlotl-Tanks nach.
Am Ende stellt sich das Orakel der Zeit als Norma Cenva, die Gründerin der Raumfahrer-Gilde aus der Zeit von Butlers Djihad, heraus. Sie durchstreift das Universum auf der Suche nach dem Nicht-Schiff Ithaca, in der Hoffnung den großen Kwisatz Haderach zu finden, welcher Kralizec, den Kampf am Ende des Universums, welcher die Zukunft für alle Zeiten verändern wird, entscheiden wird.

## Ausgaben
- Frank Herbert: Die Ketzer des Wüstenplaneten. Heyne, 2001, ISBN 3-453-18687-7.
- Frank Herbert: Die Ordensburg des Wüstenplaneten. Heyne, 2001, ISBN 3-453-18688-5.
- Brian Herbert, Kevin J. Anderson: Die Jäger des Wüstenplaneten. Heyne, 2007, ISBN 978-3-453-52289-3.